# Reichenberg
Reichenberg je priimek več znanih Slovencev:
- Bogdan Reichenberg (1948—2016), arhitekt in urbanist
- Gregor Reichenberg (*1974), arhitekt in publicist
- Mitja Reichenberg (*1961), filmski skladatelj, glasbeni producent, pedagog, cineast in esejist